# Chilla Saroda Khadar
Chilla Saroda Khadar es una ciudad censal situada en el distrito de Delhi oriental,  en el territorio de la capital nacional,  Delhi (India). Su población es de 11743 habitantes (2011). 

## Demografía
Según el censo de 2011 la población de Chilla Saroda Khadar era de 11743 habitantes, de los cuales 6012 eran hombres y 5731 eran mujeres. Chilla Saroda Khadar tiene una tasa media de alfabetización del 92,92%, superior a la media estatal del 86,21%: la alfabetización masculina es del 93,81%, y la alfabetización femenina del 92%.